# Madre de Dios (rivier)
De Madre de Dios (vert. Moeder van God) is een grote rivier die behoort tot het bekken van de Amazone, is een zijrivier van de Beni. Haar lengte is 1.150 km en het is een internationale rivier; zij loopt door het zuidoosten van Peru en het noordoosten van Bolivia.

## Zijrivieren
De Madre de Dios rivier heeft veel zijrivieren. De volgende zijn de belangrijkste:
- Manú, een Peruaanse zijrivier van links in de hoge loop, met een totale lengte van 300 km. Ontstaat in het Nationaal park Manú, en mondt uit in de Madre de Dios in de omgeving van de homonieme stad Manú. Heeft twee belangrijke zijrivieren, de río Providencia en de Piriquina
- Inambari, een Peruaanse zijrivier van rechts, met een totale lengte van 390 km. Passeert de stad Belem (Peru) en mondt uit in de Madre de Dios in de omgeving van de homonieme stad Inambari.
- Las Piedras, een Peruaanse zijrivier van links, met een totale lengte van 640 km. Passeert de homonieme stad Las Piedras en mondt uit in de Madre de Dios in Puerto Maldonado, hoofdstad van de Regio Madre de Dios (circa 40.000 inwoners). Haar voornaamste zijrivier is de rivier Pariamanu.
- Tambopata, een Peruaanse zijrivier van rechts, met een totale lengte van 350 km. Passeert de stad San Rafael en mondt ook uit in de Madre de Dios ook in Puerto Maldonado, voor de río de Las Piedras. Haar voornaamste zijrivieren zijn de rivieren Mosojhuaico en Carama.
- Heath, een zijrivier van rechts, die de internationale grens vormt tussen Peru en Bolivia.
  - Sena, een Boliviaanse zijrivier van rechts in de lage loop, die uitmondt in de omgeving van de homonieme stad Sena. Haar voornaamste zijrivier is de Río Manurimi.